# Lucius Cornelius Scipio Asiaticus Asiagenus
Pour les articles homonymes, voir Cornelius Scipio et Asiaticus.
Lucius Cornelius Scipio Asiaticus Asiagenus est un homme politique romain du Ier siècle av. J.-C. et arrière-petit-fils de Lucius Cornelius Scipio Asiaticus , consul en 190 av. J.-C., vainqueur de la bataille de Magnésie 190 av. J.-C..
- En 90 av. J.-C., il est légat.
- En 88 av. J.-C., il devient augure.
- En 86 av. J.-C., il est peut-être préteur.
- Vers 85 av. J.-C., il devient gouverneur de la Macédoine. Il combat les Illyriens et les Thraces.
- En 83 av. J.-C., il est élu consul avec Caius Norbanus. Il part avec son armée dans le sud de l'Italie contrer le débarquement de Lucius Cornelius Sylla. Mais au contraire de son collègue, Caius Norbanus, il préfère négocier avec lui que le combattre. Néanmoins, lorsque Sylla prend le pouvoir, Scipion est proscrit. Il réussit toutefois à s'échapper à Massilia, où il passa le reste de sa vie.

Sa fille était mariée à Publius Sestius. Cicéron parle favorablement des pouvoirs oratoires de Scipion Asiaticus.